# 斯凯勒福尔斯
斯凯勒福尔斯（英語：Schuyler Falls）是位于美国纽约州克林顿县的一个镇，地处克林顿县中南部、普拉茨堡西南。2010年美国人口普查时，该镇有5181人。最初的定居者于1794年左右到达这里。1848年，斯凯勒福尔斯镇从普拉茨堡镇划出，正式建立。